# Discographie de Rihanna
La discographie de la chanteuse barbadienne Rihanna se compose de huit albums studio, deux albums de remixes et 70 singles.
Depuis le début de sa carrière en 2005, Rihanna a vendu plus de 280 millions de disques à travers le monde, dont 60 millions d'albums et 220 millions de singles, faisant d'elle l'une des artistes ayant vendu le plus de disques de tous les temps.
Quatorze de ses singles se sont classés no 1 du Billboard Hot 100, faisant d'elle la troisième artiste ayant classé le plus de titres à la première place de ce classement, derrières les Beatles et Mariah Carey.

## Albums

### Albums studio
| Album                                     | Classements | Classements | Classements | Classements | Classements | Classements | Classements | Classements | Classements | Classements | Classements | Classements | Classements | Classements | Classements | Classements | Certifications                                                        | Ventes mondiales |
| Album                                     | É-U         | CAN         | R-U         | IRL         | FRA         | ESP         | ITA         | SUI         | BE/W        | BE/F        | P-B         | ALL         | AUT         | SUE         | AUS         | N-Z         | Certifications                                                        | Ventes mondiales |
| ----------------------------------------- | ----------- | ----------- | ----------- | ----------- | ----------- | ----------- | ----------- | ----------- | ----------- | ----------- | ----------- | ----------- | ----------- | ----------- | ----------- | ----------- | --------------------------------------------------------------------- | ---------------- |
| Music of the Sun - Label : Def Jam, SRP   | 10          | 7           | 35          | -           | 93          | -           | -           | 38          | -           | -           | 98          | 31          | 45          | -           | -           | 26          | : Platine : Platine : Or : Or                                         | 2 000 000        |
| A Girl Like Me - Label : Def Jam, SRP     | 5           | 1           | 5           | 5           | 18          | 81          | 36          | 6           | 21          | 10          | 14          | 13          | 21          | 29          | 9           | 7           | : 2x Platine : 2x Platine : 2x Platine : Platine : Platine            | 4 000 000        |
| Good Girl Gone Bad - Label : Def Jam, SRP | 2           | 1           | 1           | 1           | 8           | 9           | 21          | 1           | 9           | 9           | 20          | 4           | 3           | 18          | 2           | 4           | : 7x Platine : 5x Platine : 7x Platine : Platine : 7x Or : 4x Platine | 9 000 000        |
| Rated R - Label : Def Jam, SRP            | 4           | 5           | 9           | 7           | 10          | 23          | 33          | 1           | 16          | 16          | 18          | 4           | 7           | 19          | 12          | 14          | : 2x Platine : Platine : 2x Platine : Platine : Platine : Platine     | 3 000 000        |
| Loud - Label : Def Jam, SRP               | 3           | 1           | 1           | 1           | 3           | 6           | 11          | 1           | 2           | 3           | 6           | 2           | 3           | 15          | 2           | 4           | : 5x Platine : 3x Platine : 7x Platine : 2x Platine : 3x Platine      | 8 000 000        |
| Talk That Talk - Label : Def Jam, SRP     | 3           | 3           | 1           | 2           | 2           | 6           | 10          | 1           | 6           | 3           | 6           | 3           | 1           | 26          | 5           | 1           | : 3x Platine : 3x Platine : Or : Platine                              | 5 500 000        |
| Unapologetic - Label : Def Jam, SRP       | 1           | 1           | 1           | 1           | 3           | 9           | 7           | 1           | 5           | 2           | 6           | 3           | 5           | 15          | 8           | 5           | : 3x Platine : Platine : 2x Platine : Platine : Platine               | 4 000 000        |
| Anti - Label : Westbury Road, Roc Nation  | 1           | 1           | 7           | 2           | 6           | 4           | 10          | 2           | 8           | 8           | 3           | 3           | 7           | 2           | 5           | 5           | : 6x Platine : 4x Platine : Platine : 3x Platine : Or : Platine       | 1 000 000        |

### Albums de remixes
| Album                                             | Classements | Classements | Classements | Classements | Classements | Classements | Classements | Classements | Classements | Classements | Classements | Classements | Classements | Classements | Classements | Classements | Certifications | Ventes mondiales |
| Album                                             | É-U         | CAN         | R-U         | IRL         | FRA         | ESP         | ITA         | SUI         | BE/W        | BE/F        | P-B         | ALL         | AUT         | SUE         | AUS         | N-Z         | Certifications | Ventes mondiales |
| ------------------------------------------------- | ----------- | ----------- | ----------- | ----------- | ----------- | ----------- | ----------- | ----------- | ----------- | ----------- | ----------- | ----------- | ----------- | ----------- | ----------- | ----------- | -------------- | ---------------- |
| Good Girl Gone Bad: The Remixes - Label : Def Jam | 106         | -           | -           | -           | -           | -           | -           | -           | -           | -           | -           | -           | -           | -           | -           | -           |                |                  |
| Rated R: Remixed - Label : Def Jam                | 158         | -           | -           | -           | -           | -           | -           | -           | -           | -           | -           | -           | -           | -           | -           | -           |                |                  |

## Singles

### Années 2000
| Année | Single                                                                       | Classements | Classements | Classements | Classements | Classements | Classements | Classements | Classements | Classements | Classements | Classements | Classements | Classements | Classements | Classements | Classements | Album                        |
| Année | Single                                                                       | É-U         | CAN         | R-U         | IRL         | FRA         | ESP         | ITA         | SUI         | BE/W        | BE/F        | P-B         | ALL         | AUT         | SUE         | AUS         | N-Z         | Album                        |
| ----- | ---------------------------------------------------------------------------- | ----------- | ----------- | ----------- | ----------- | ----------- | ----------- | ----------- | ----------- | ----------- | ----------- | ----------- | ----------- | ----------- | ----------- | ----------- | ----------- | ---------------------------- |
| 2005  | Pon de Replay                                                                | 2           | 3           | 2           | 2           | 18          | 18          | 6           | 3           | 14          | 5           | 15          | 6           | 5           | 5           | 6           | 1           | Music of the Sun             |
| 2005  | If It's Lovin' that You Want                                                 | 36          | -           | 11          | 8           | -           | -           | 22          | 19          | -           | 25          | 13          | 25          | 31          | -           | 9           | 9           | Music of the Sun             |
| 2006  | SOS                                                                          | 1           | 1           | 2           | 3           | 12          | -           | 7           | 3           | 5           | 2           | 6           | 2           | 4           | 12          | 1           | 3           | A Girl Like Me               |
| 2006  | Unfaithful                                                                   | 6           | 1           | 2           | 2           | 7           | -           | 14          | 1           | 2           | 3           | 9           | 2           | 2           | 6           | 2           | 4           | A Girl Like Me               |
| 2006  | We Ride                                                                      | -           | -           | 17          | 17          | -           | -           | 16          | 42          | 26          | 40          | 60          | 45          | -           | -           | 24          | 7           | A Girl Like Me               |
| 2006  | Break It Off (avec Sean Paul)                                                | 9           | 19          | X           | X           | X           | X           | X           | X           | X           | X           | X           | X           | X           | X           | X           | X           | A Girl Like Me               |
| 2007  | Roll It (avec J-Status)                                                      | -           | -           | -           | -           | -           | -           | -           | 89          | -           | -           | -           | 36          | -           | -           | -           | -           | The Beginning                |
| 2007  | Umbrella (avec Jay-Z)                                                        | 1           | 1           | 1           | 1           | 6           | -           | 3           | 1           | 3           | 1           | 2           | 1           | 1           | 2           | 1           | 1           | Good Girl Gone Bad           |
| 2007  | Shut Up and Drive                                                            | 15          | 6           | 5           | 5           | -           | -           | 8           | 14          | 12          | 9           | 7           | 6           | 31          | 31          | 4           | 12          | Good Girl Gone Bad           |
| 2007  | Hate That I Love You (avec Ne-Yo)                                            | 7           | 17          | 15          | 13          | 16          | -           | -           | 13          | -           | 23          | 22          | 11          | 14          | 10          | 14          | 6           | Good Girl Gone Bad           |
| 2007  | Don't Stop the Music                                                         | 3           | 2           | 4           | 6           | 1           | 41          | 2           | 1           | 1           | 1           | 1           | 1           | 1           | 6           | 1           | 3           | Good Girl Gone Bad           |
| 2008  | Take a Bow                                                                   | 1           | 1           | 1           | 1           | 12          | -           | -           | 7           | 15          | 13          | 10          | 6           | 6           | 12          | 3           | 2           | Good Girl Gone Bad: Reloaded |
| 2008  | If I Never See Your Face Again (avec Maroon 5)                               | 51          | 12          | 28          | 16          | -           | -           | 15          | 52          | -           | -           | 20          | -           | 54          | -           | 11          | 21          | Good Girl Gone Bad: Reloaded |
| 2008  | Disturbia                                                                    | 1           | 2           | 3           | 4           | 3           | 10          | 14          | 4           | 4           | 1           | 12          | 5           | 4           | 4           | 6           | 1           | Good Girl Gone Bad: Reloaded |
| 2008  | Live Your Life (avec T.I.)                                                   | 1           | 4           | 2           | 3           | 17          | -           | -           | 8           | 19          | 15          | 21          | 12          | 5           | 6           | 3           | 2           | Paper Trail                  |
| 2008  | Rehab (avec Justin Timberlake)                                               | 18          | 19          | 16          | 22          | -           | -           | -           | 13          | -           | -           | 18          | 4           | 9           | 28          | 26          | 12          | Good Girl Gone Bad           |
| 2009  | Run This Town (avec Jay-Z et Kanye West)                                     | 2           | 6           | 1           | 3           | -           | -           | -           | 9           | 32          | 28          | 30          | 18          | 29          | 8           | 9           | 9           | The Blueprint 3              |
| 2009  | Russian Roulette                                                             | 9           | 9           | 2           | 5           | 4           | 6           | 6           | 1           | 3           | 5           | 15          | 2           | 2           | 4           | 7           | 9           | Rated R                      |
| 2009  | Hard (avec Jeezy)                                                            | 8           | 9           | 42          | 33          | X           | X           | X           | -           | -           | -           | -           | -           | -           | 26          | 51          | 15          | Rated R                      |
| 2009  | Wait Your Turn                                                               | -           | -           | 45          | 32          | -           | -           | -           | -           | -           | -           | -           | -           | -           | -           | 82          | -           | Rated R                      |
|       | Le sigle « X » signifie que le titre n'est pas sorti en single dans ce pays. |             |             |             |             |             |             |             |             |             |             |             |             |             |             |             |             |                              |

### Années 2010
| Année | Single                                             | Classements | Classements | Classements | Classements | Classements | Classements | Classements | Classements | Classements | Classements | Classements | Classements | Classements | Classements | Classements | Classements | Album                             |
| Année | Single                                             | É-U         | CAN         | R-U         | IRL         | FRA         | ESP         | ITA         | SUI         | BE/W        | BE/F        | P-B         | ALL         | AUT         | SUE         | AUS         | N-Z         | Album                             |
| ----- | -------------------------------------------------- | ----------- | ----------- | ----------- | ----------- | ----------- | ----------- | ----------- | ----------- | ----------- | ----------- | ----------- | ----------- | ----------- | ----------- | ----------- | ----------- | --------------------------------- |
| 2010  | Rude Boy                                           | 1           | 7           | 2           | 3           | 8           | 10          | 8           | 5           | 3           | 3           | 15          | 4           | 6           | 11          | 1           | 3           | Rated R                           |
| 2010  | Rockstar 101 (avec Slash)                          | 64          | -           | -           | -           | -           | -           | -           | -           | -           | -           | -           | -           | -           | -           | 24          | -           | Rated R                           |
| 2010  | Te Amo                                             | X           | 66          | 14          | 16          | -           | -           | 7           | 9           | 14          | 10          | -           | 11          | 11          | 48          | 22          | -           | Rated R                           |
| 2010  | Love the Way You Lie (avec Eminem)                 | 1           | 1           | 2           | 1           | 3           | 1           | 1           | 1           | 1           | 1           | 5           | 1           | 1           | 1           | 1           | 1           | Recovery                          |
| 2010  | Only Girl (In the World)                           | 1           | 1           | 1           | 1           | 2           | 2           | 1           | 2           | 1           | 2           | 2           | 2           | 1           | 2           | 1           | 1           | Loud                              |
| 2010  | What's My Name? (avec Drake)                       | 1           | 5           | 1           | 3           | 16          | 42          | 8           | 13          | 40          | 28          | 20          | 12          | 13          | 20          | 18          | 3           | Loud                              |
| 2010  | Who's That Chick? (avec David Guetta)              | 51          | 26          | 6           | 4           | 5           | 5           | 4           | 8           | 1           | 6           | 16          | 6           | 4           | 14          | 7           | 8           | Loud                              |
| 2010  | Raining Men (avec Nicki Minaj)                     | -           | -           | -           | -           | -           | -           | -           | -           | -           | -           | -           | -           | -           | -           | -           | -           | Loud                              |
| 2011  | All of the Lights (avec Kanye West et Kid Cudi)    | 18          | 53          | 15          | 13          | 52          | -           | -           | 46          | -           | 27          | -           | -           | 68          | -           | 24          | 13          | My Beautiful Dark Twisted Fantasy |
| 2011  | S&M                                                | 1           | 1           | 3           | 3           | 3           | 3           | 6           | 2           | 4           | 3           | 7           | 2           | 4           | 2           | 1           | 2           | Loud                              |
| 2011  | Man Down                                           | 59          | 63          | 54          | -           | 1           | -           | 8           | 9           | 2           | 3           | 4           | -           | -           | 31          | -           | -           | Loud                              |
| 2011  | California King Bed                                | 37          | 20          | 8           | 11          | 30          | -           | 10          | 10          | 26          | 9           | 19          | 8           | 4           | 31          | 4           | 4           | Loud                              |
| 2011  | Cheers (Drink to That)                             | 7           | 6           | 15          | 16          | 64          | -           | -           | 66          | -           | -           | -           | -           | -           | -           | 6           | 5           | Loud                              |
| 2011  | Fly (avec Nicki Minaj)                             | 19          | 55          | 16          | 14          | -           | -           | -           | -           | -           | -           | -           | -           | -           | -           | 18          | 13          | Pink Friday                       |
| 2011  | We Found Love (avec Calvin Harris)                 | 1           | 1           | 1           | 1           | 1           | 2           | 3           | 1           | 2           | 3           | 3           | 1           | 2           | 1           | 2           | 1           | Talk That Talk                    |
| 2011  | You da One                                         | 14          | 12          | 16          | 12          | 23          | 44          | 45          | 36          | 50          | 39          | 53          | -           | 23          | 17          | 26          | 10          | Talk That Talk                    |
| 2012  | Talk That Talk (avec Jay-Z)                        | 31          | 30          | 25          | 22          | 24          | 37          | -           | 11          | -           | -           | 61          | -           | -           | 41          | 28          | 37          | Talk That Talk                    |
| 2012  | Take Care (avec Drake)                             | 7           | 15          | 9           | 18          | 26          | -           | -           | 50          | -           | 36          | -           | -           | -           | 49          | 9           | 7           | Take Care                         |
| 2012  | Princess of China (avec Coldplay)                  | 20          | 17          | 4           | 5           | 24          | 24          | 10          | 20          | 24          | 20          | 48          | 41          | 25          | -           | 16          | 8           | Mylo Xyloto                       |
| 2012  | Birthday Cake (avec Chris Brown)                   | 24          | -           | -           | -           | -           | -           | -           | -           | -           | -           | -           | -           | -           | -           | -           | -           |                                   |
| 2012  | Where Have You Been                                | 5           | 5           | 6           | 8           | 2           | 16          | 31          | 15          | 6           | 9           | 15          | 17          | 20          | 27          | 6           | 4           | Talk That Talk                    |
| 2012  | Cockiness (Love It) (Remix avec ASAP Rocky)        | -           | -           | -           | -           | -           | -           | -           | -           | -           | -           | -           | -           | -           | -           | -           | -           |                                   |
| 2012  | Diamonds                                           | 1           | 1           | 1           | 2           | 1           | 2           | 3           | 1           | 3           | 3           | 4           | 1           | 1           | 2           | 6           | 2           | Unapologetic                      |
| 2013  | Stay (avec Mikky Ekko)                             | 3           | 1           | 4           | 2           | 2           | 5           | 18          | 2           | 2           | 3           | 3           | 2           | 5           | -           | 4           | 4           | Unapologetic                      |
| 2013  | Pour It Up                                         | 19          | 49          | 43          | 56          | 81          | -           | -           | -           | -           | -           | -           | -           | -           | -           | 55          | -           | Unapologetic                      |
| 2013  | Right Now (avec David Guetta)                      | 50          | 32          | 36          | 52          | 31          | -           | -           | 32          | 37          | 34          | 54          | 43          | 25          | 25          | 39          | -           | Unapologetic                      |
| 2013  | Bad (avec Wale)                                    | 21          | -           | -           | -           | -           | -           | -           | -           | -           | -           | -           | -           | -           | -           | -           | -           | The Gifted                        |
| 2013  | What Now                                           | 25          | 27          | 21          | 21          | 52          | -           | -           | -           | -           | -           | 52          | 49          | 67          | 46          | 21          | 13          | Unapologetic                      |
| 2013  | The Monster (avec Eminem)                          | 1           | 1           | 1           | 1           | 1           | 9           | 5           | 1           | 4           | 2           | 3           | 3           | 6           | 1           | 1           | 1           | The Marshall Mathers LP 2         |
| 2014  | Can't Remember to Forget You (avec Shakira)        | 15          | 19          | 11          | 7           | 5           | 2           | 13          | 7           | 6           | 9           | 26          | 8           | 4           | 8           | 18          | 32          | Shakira                           |
| 2014  | Jump                                               | -           | -           | -           | -           | 153         | -           | -           | -           | -           | -           | -           | -           | -           | -           | 5           | 10          | Unapologetic                      |
| 2015  | FourFiveSeconds (avec Kanye West & Paul McCartney) | 4           | 3           | 3           | 1           | 2           | 10          | 4           | 3           | 7           | 5           | 2           | 3           | 2           | 1           | 1           | 1           |                                   |
| 2015  | Towards the Sun                                    | -           | -           | 76          | -           | 22          | -           | -           | -           | -           | -           | -           | -           | -           | -           | -           | -           | En route !                        |
| 2015  | Bitch Better Have My Money                         | 15          | 11          | 27          | 32          | 3           | 24          | 49          | 7           | 11          | 27          | 37          | 17          | 18          | 14          | 14          | 10          |                                   |
| 2015  | American Oxygen                                    | 78          | 59          | 71          | 33          | 25          | 32          | -           | 30          | -           | -           | 43          | 39          | 52          | 11          | 65          | -           |                                   |
| 2016  | Work (avec Drake)                                  | 1           | 1           | 2           | 2           | 1           | 2           | 5           | 9           | 1           | 6           | 1           | 5           | 14          | 2           | 5           | 2           | Anti                              |
| 2016  | Kiss It Better                                     | 62          | 54          | 46          | 66          | 76          | -           | -           | -           | -           | -           | -           | -           | -           | -           | 48          | -           | Anti                              |
| 2016  | Needed Me                                          | 7           | 25          | 38          | 47          | 94          | 79          | 46          | 45          | -           | -           | 42          | 57          | 71          | 34          | 44          | 14          | Anti                              |
| 2016  | This Is What You Came For (avec Calvin Harris)     | 3           | 1           | 2           | 1           | 5           | 6           | 8           | 4           | 4           | 4           | 3           | 5           | 5           | 3           | 1           | 2           |                                   |
| 2016  | Nothing Is Promised (avec Mike Will Made It)       | 75          | -           | 64          | -           | 25          | -           | -           | -           | -           | 40          | -           | -           | -           | -           | 69          | -           | Ransom 2                          |
| 2016  | Sledgehammer                                       | -           | 72          | 69          | -           | 60          | -           | -           | -           | -           | 40          | -           | -           | -           | -           | 69          | -           |                                   |
| 2016  | Too Good (avec Drake)                              | 14          | 9           | 3           | 7           | 29          | 52          | 33          | 25          | 30          | 9           | 6           | 30          | 38          | 13          | 3           | 4           | Views                             |
| 2016  | Love on the Brain                                  | 5           | 22          | -           | -           | 12          | 68          | -           | 26          | 16          | 33          | -           | 21          | 7           | 96          | 100         | 15          | Anti                              |
| 2017  | Selfish (avec Future)                              | 37          | 28          | 94          | 78          | 150         | -           | -           | 51          | -           | -           | -           | -           | -           | 80          | 37          | 17          | Hndrxx                            |
| 2017  | Wild Thoughts (avec DJ Khaled et Bryson Tiller)    | 2           | 2           | 1           | 3           | 4           | 21          | 17          | 3           | 2           | 5           | 5           | 4           | 9           | 4           | 2           | 2           | Grateful                          |
| 2017  | Loyalty. (avec Kendrick Lamar)                     | 14          | 12          | 27          | 18          | 43          | -           | -           | 35          | -           | -           | 42          | 53          | 41          | 34          | 20          | 15          | Damn                              |
| 2017  | Lemon (avec N.E.R.D)                               | 36          | 33          | 31          | 51          | -           | -           | -           | 59          | -           | -           | 87          | -           | -           | -           | 44          | 37          | No One Ever Really Dies           |

### Années 2020
| Année | Single                          | Classements | Classements | Classements | Classements | Classements | Classements | Classements | Classements | Classements | Classements | Classements | Classements | Classements | Classements | Classements | Classements | Album                          |
| Année | Single                          | É-U         | CAN         | R-U         | IRL         | FRA         | ESP         | ITA         | SUI         | BE/W        | BE/F        | P-B         | ALL         | AUT         | SUE         | AUS         | N-Z         | Album                          |
| ----- | ------------------------------- | ----------- | ----------- | ----------- | ----------- | ----------- | ----------- | ----------- | ----------- | ----------- | ----------- | ----------- | ----------- | ----------- | ----------- | ----------- | ----------- | ------------------------------ |
| 2020  | Believe It (avec PartyNextDoor) | 23          | 39          | 12          | 16          | 48          | 97          | -           | 24          | -           | -           | 53          | 58          | 51          | 28          | 28          | 15          | Partymobile                    |
| 2022  | Lift Me Up                      | 2           | 3           | 3           | 3           | 3           | 32          | 33          | 1           | 1           | 13          | 12          | 9           | 11          | 11          | 5           | 3           | Black Panther: Wakanda Forever |
| 2025  | Friend Of Mine                  |             |             |             |             |             |             |             |             |             |             |             |             |             |             |             |             | Les Schtroumpfs, le film       |

## DVD
- 2008 : Good Girl Gone Bad Live
- 2012 : Loud Tour Live at the O2
- 2013 : Rihanna 777 Documentary... 7Countries7Days7Shows

## Vidéos

### Clips vidéo
| Titre                                                                 | Année | Réalisateur                                        | Album                                       |
| --------------------------------------------------------------------- | ----- | -------------------------------------------------- | ------------------------------------------- |
| Pon de Replay                                                         | 2005  | Little X                                           | Music of the Sun                            |
| If It's Lovin' That You Want                                          | 2005  | Marcus Raboy                                       | Music of the Sun                            |
| SOS                                                                   | 2006  | Chris Applebaum                                    | A Girl Like Me                              |
| Unfaithful                                                            | 2006  | Anthony Mandler                                    | A Girl Like Me                              |
| We Ride                                                               | 2006  | Anthony Mandler                                    | A Girl Like Me                              |
| Roll It (de J-Status featuring Shontelle et Rihanna)                  | 2007  |                                                    | The Beginning                               |
| Umbrella (featuring Jay-Z)                                            | 2007  | Chris Applebaum                                    | Good Girl Gone Bad                          |
| Shut Up And Drive                                                     | 2007  | Anthony Mandler,                                   | Good Girl Gone Bad                          |
| Hate That I Love You (featuring Ne-Yo)                                | 2007  | Anthony Mandler,                                   | Good Girl Gone Bad                          |
| Don't Stop The Music                                                  | 2007  | Anthony Mandler,                                   | Good Girl Gone Bad                          |
| Take a Bow                                                            | 2008  | Anthony Mandler,                                   | Good Girl Gone Bad                          |
| If I Never See Your Face Again (de Maroon 5 featuring Rihanna)        | 2008  | Anthony Mandler,                                   | It Won't Be Soon Before Long                |
| Disturbia                                                             | 2008  | Anthony Mandler et Rihanna                         | Good Girl Gone Bad                          |
| Rehab                                                                 | 2008  | Anthony Mandler,                                   | Good Girl Gone Bad                          |
| Live Your Life (de T.I. featuring Rihanna)                            | 2008  | Anthony Mandler,                                   | Paper Trail                                 |
| Run This Town (de Jay-Z featuring Kanye West et Rihanna)              | 2009  | Anthony Mandler,                                   | The Blueprint 3                             |
| Wait Your Turn                                                        | 2009  | Anthony Mandler,                                   | Rated R                                     |
| Russian Roulette                                                      | 2009  | Anthony Mandler,                                   | Rated R                                     |
| Hard (featuring Young Jeezy)                                          | 2009  | Melina Matsoukas,                                  | Rated R                                     |
| Rude Boy                                                              | 2010  | Melina Matsoukas,                                  | Rated R                                     |
| Rockstar 101 (featuring Slash)                                        | 2010  | Melina Matsoukas,                                  | Rated R                                     |
| Te Amo                                                                | 2010  | Anthony Mandler                                    | Rated R                                     |
| Love The Way You Lie (de Eminem featuring Rihanna)                    | 2010  | Joseph Kahn                                        | Recovery                                    |
| Who's That Chick? (de David Guetta featuring Rihanna)                 | 2010  | Åkerlund                                           | One More Love                               |
| Only Girl (In The World)                                              | 2010  | Anthony Mandler                                    | Loud                                        |
| Shy Ronnie 2: Ronnie & Clyde (de The Lonely Island featuring Rihanna) | 2010  | Akiva Schaffer                                     | Turtleneck & Chain                          |
| What's My Name? (featuring Drake)                                     | 2010  | Philip Andelman                                    | Loud                                        |
| S&M                                                                   | 2011  | Melina Matsoukas et Rihanna                        | Loud                                        |
| All Of The Lights (de Kanye West featuring Kid Cudi et Rihanna)       | 2011  | Hype Williams                                      | My Beautiful Dark Twisted Fantasy           |
| California King Bed                                                   | 2011  | Anthony Mandler                                    | Loud                                        |
| Man Down                                                              | 2011  | Anthony Mandler                                    | Loud                                        |
| Cheers (Drink To That)                                                | 2011  | Evan Rogers et Ciara Pardo                         | Loud                                        |
| Fly (de Nicki Minaj featuring Rihanna)                                | 2011  | Sanaa Hamri                                        | Pink Friday                                 |
| We Found Love (featuring Calvin Harris)                               | 2011  | Melina Matsoukas                                   | Talk That Talk                              |
| You Da One                                                            | 2011  | Melina Matsoukas                                   | Talk That Talk                              |
| Take Care (de Drake featuring Rihanna)                                | 2012  | Woodkid                                            | Take Care                                   |
| Where Have You Been                                                   | 2012  | Dave Meyers                                        | Talk That Talk                              |
| Princess Of China (de Coldplay featuring Rihanna)                     | 2012  | Adria Petty et Alan Bibby                          | Mylo Xyloto                                 |
| Diamonds                                                              | 2012  | Anthony Mandler                                    | Unapologetic                                |
| Stay (featuring Mikky Ekko)                                           | 2013  | Sophie Muller                                      | Unapologetic                                |
| Pour It Up                                                            | 2013  | Robyn Fenty                                        | Unapologetic                                |
| What Now                                                              | 2013  | Jonathan Craven, Simon McLoughlin et Jeff Nicholas | Unapologetic                                |
| The Monster (de Eminem featuring Rihanna)                             | 2013  | Rich Lee                                           | The Marshall Mathers LP 2                   |
| Can't Remember To Forget You (de Shakira featuring Rihanna)           | 2014  | Joseph Kahn                                        | Shakira                                     |
| FourFiveSeconds (featuring Kanye West & Paul McCartney)               | 2015  | Inez van Lamsweerde et Vinoodh Matadin             | non-album single                            |
| American Oxygen                                                       | 2015  | Darren Craig                                       | non-album single                            |
| Bitch Better Have My Money                                            | 2015  | Rihanna & Megaforce                                | non-album single                            |
| Work (featuring Drake)                                                | 2016  | Director X (1re version) Tim Erem (2e version)     | Anti                                        |
| Kiss It Better                                                        | 2016  | NC                                                 | Anti                                        |
| Needed Me                                                             | 2016  | Harmony Korine                                     | Anti                                        |
| This Is What You Came For (de Calvin Harris featuring Rihanna)        | 2016  | NC                                                 | non-album single                            |
| Sledgehammer                                                          | 2016  | NC                                                 | Star Trek : Sans limites                    |
| Wild Thoughts (de DJ Khaled featuring Bryson Tiller et Rihanna)       | 2017  | Colin Tilley                                       | Grateful                                    |
| LOYALTY. (de Kendrick Lamar featuring Rihanna)                        | 2017  | Dave Meyers & the little homies                    | DAMN.                                       |
| Lemon (de N.E.R.D. featuring Rihanna)                                 | 2017  | NC                                                 | non-album single                            |
| Lift Me Up                                                            | 2022  | NC                                                 | Black Panther: Wakanda Forever - Soundtrack |

### Apparitions vidéo
| Titre                    | Année | Réalisateur    | Album               |
| ------------------------ | ----- | -------------- | ------------------- |
| Paranoid (de Kanye West) | 2009  | Nabil Elderkin | 808s and Heartbreak |